# 曹楚南
曹楚南（1930年8月15日—2020年8月27日），江苏常熟人，腐蚀科学与电化学学家，中国科学院院士。

## 生平
1948年考入同济大学化学系。1952年毕业后任职于中国科学院上海分院物理化学研究所。次年随研究所一同迁往长春，任中科院长春应用化学研究所助理研究员。1979年任副研究员，1982年升任研究员。1987年调往中科院金属腐蚀与防护研究所，担任中国金属腐蚀科学开放研究实验室主任。1990年任中科院材料科学技术委员会委员。1991年当选中国科学院技术科学部院士。1999年兼任浙江大学环境与资源学院院长。
他还曾任中国腐蚀与防护学会理事长、中国化学会电化学专业委员会副主任、九三学社中央委员等职。